# Гросс-Тет (Луїзіана)
Гросс-Тет (англ. Grosse Tête) — селище (англ. village) в США, в окрузі Ібервіль штату Луїзіана. Населення — 548 осіб (2020).

## Географія
Гросс-Тет розташований за координатами 30°24′56″ пн. ш. 91°26′19″ зх. д. / 30.41556° пн. ш. 91.43861° зх. д. (30.415454, -91.438679).  За даними Бюро перепису населення США в 2010 році селище мало площу 3,07 км², з яких 3,03 км² — суходіл та 0,04 км² — водойми. В 2017 році площа становила 3,86 км², з яких 3,80 км² — суходіл та 0,06 км² — водойми.

## Демографія
Згідно з переписом 2010 року, у селищі мешкало 647 осіб у 262 домогосподарствах у складі 179 родин. Густота населення становила 210 осіб/км².  Було 287 помешкань (93/км²).
Расовий склад населення:
| - 61,7 % — білих - 37,6 % — чорних або афроамериканців - 0,3 % — азіатів |

До двох чи більше рас належало 0,5 %. Частка іспаномовних становила 0,3 % від усіх жителів.
За віковим діапазоном населення розподілялося таким чином: 20,9 % — особи молодші 18 років, 64,3 % — особи у віці 18—64 років, 14,8 % — особи у віці 65 років та старші. Медіана віку мешканця становила 40,9 року. На 100 осіб жіночої статі у селищі припадало 95,5 чоловіків;  на 100 жінок у віці від 18 років та старших — 87,5 чоловіків також старших 18 років.
Середній дохід на одне домашнє господарство  становив 54 113 долари США (медіана — 41 250), а середній дохід на одну сім'ю — 66 395 доларів (медіана — 58 077). За межею бідності перебувало 5,7 % осіб, у тому числі 0,0 % дітей у віці до 18 років та 8,6 % осіб у віці 65 років та старших.
Цивільне працевлаштоване населення становило 333 особи. Основні галузі зайнятості: науковці, спеціалісти, менеджери — 14,4 %, мистецтво, розваги та відпочинок — 13,8 %, роздрібна торгівля — 13,2 %, освіта, охорона здоров'я та соціальна допомога — 13,2 %.